# West Burke
West Burke – wieś w Stanach Zjednoczonych, w stanie Vermont, w hrabstwie Caledonia.